# Herbert Hintner
Herbert Hintner (* 2. September 1957 in Pichl/Gsies (Südtirol/Italien)) ist ein Südtiroler Koch. Er besitzt das Restaurant „Zur Rose“ (Eppan/Südtirol).

## Leben
Herbert Hintner wurde am 2. September 1957 als ältestes von vier Kindern in Pichl geboren. Nach Abschluss der Mittelschule begann er 1972 mit der Kochlehre im Hotel Centrale (Gadertal/Südtirol/Italien), parallel zur Ausbildung an der Berufsschule in Bozen. Er kochte in verschiedenen Hotels in Südtirol sowie in 5-Sterne-Hotels im Elsass und in Tirol, auch mit Starkoch Dieter Müller. Dabei kam er im Hotel Klosterbräu (Seefeld/Tirol) mit kreativer Küche in Berührung.
1982 heiratete er Margot Rabensteiner, Tochter von Peter und Rosa Rabensteiner, Besitzer des Restaurants „Zur Rose“ in Eppan (Südtirol/Italien), das sie seit 1985 gemeinsam führen. Hintner erzielt mit seinem Restaurant „Zur Rose“ in Eppan (Südtirol/Italien) Spitzenbewertungen in Restaurantguides wie „Gault Millau“, „Gambero Rosso“, „Espresso“, „Veronelli“, darunter die Auszeichnung mit einem Stern im Guide Michelin (durchgehend seit 1995!). 

## Auszeichnungen
- 1994: Godio Preis (beste Weinsuppe)
- 1995: erstmalige Auszeichnung durch einen Michelin-Stern
- 2008: Premio Luigi Veronelli (Lebenswerk)[2]
- 2008: Gourmand World Cookbook Award für „Meine Südtiroler Küche“ als „Best Mediterranean Cuisine Book of the World“ (Folio Verlag 2008)[3]
- Gault Millau: 3 Hauben (17/20 Punkten)
- Gambero Rosso (86/100 Punkten)
- Espresso (17/20 Punkten)
- Ehrenpräsident der Jeunes Restaurateurs d'Europe[4][5]

## Kochbücher
- 2007: Meine Südtiroler Küche. Alpin-mediterrane Genüsse. Wien/Bozen: Folio Verlag, ISBN 978-3-85256-371-8
- 2012: Handbuch Genuss. Wien/Bozen: Folio Verlag, ISBN 978-3-85256-612-2
- 2013: Meine neue Südtiroler Küche. Wien/Bozen: Folio Verlag, ISBN 978-3-85256-631-3
- 2017: Kochen kann verändern! Besser kochen – nachhaltig einkaufen. Wien/Bozen: Folio Verlag, ISBN 978-3-85256-731-0
- 2021: Richtig gut vegetarisch. Alpin-mediterrane Genüsse aus Wald, Feld und Garten (gemeinsam mit Daniel Hintner). Wien/Bozen: Folio Verlag, ISBN 978-3-85256-842-3